# Tour NTT DoCoMo Yoyogi
La Tour NTT DoCoMo Yoyogi est un gratte-ciel situé dans l'arrondissement de Shibuya à Tokyo au Japon. 
Haute de 240 mètres et comptant 28 étages, elle fut achevée en 2000. Elle est actuellement la troisième plus haute tour de Tokyo, la cinquième si l'on inclut le Tokyo Skytree et la Tour de Tokyo, et la huitième plus haute construction au Japon. 
La tour a été conçue par l'agence d'architecture japonaise Kajima Design, filiale de la société Kajima Corporation.
Une horloge de quinze mètres de diamètre fut installée à son sommet en 2002, pour célébrer le dixième anniversaire de NTT DoCoMo. Cette horloge est l'une des plus hautes du monde.